# Таннгайм
Таннгайм (нім. Tannheim) —  громада округу Ройтте у землі Тіроль, Австрія.
Таннгайм лежить на висоті 1097 м над рівнем моря і займає площу 51,3 км². Громада налічує 1045 мешканців.
Густота населення 20/км².
|                                   |
| Таннгайм на мапі округу та землі. |

 Адреса управління громади: Unterhöfen 18, 6675 Tannheim (Tirol).